# 영광종합운동장
영광종합운동장(靈光綜合運動場, Yeonggwang Stadium)은 대한민국 전라남도 영광군에 있는 스포츠 시설이다. 천연잔디 필드와 몬도트랙이 갖춰진 경기장이며, 2007년 10월에 준공되었다. 영광스포티움의 주경기장으로 사용되고 있다.

## 참고 문헌
- “영광스포티움”. 《영광군청》. 영광군청.
- “영광스포티움”. 《영광군 문화관광》. 영광군청.
- 《2018년 전국 공공체육시설 현황 (2017년말 기준)》. 대한민국 문화체육관광부. 2019.
- 《2020년 전국 공공체육시설 현황 (2019년말 기준)》. 대한민국 문화체육관광부. 2021.
- 《2023 전국 공공체육시설 현황 (2022년 12월말 기준)》. 대한민국 문화체육관광부. 2024.

## 같이 보기
- 영광스포티움
- 영광스포티움 보조경기장
- 영광축구전용구장